# Dinastía de los Lecapenos

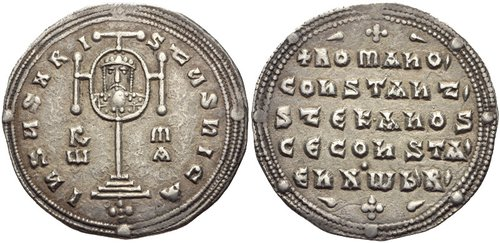
Miliaresion de 931-944 con el busto de Romano I dentro de una cruz en el anverso y enumerando los nombres de Romano y sus coemperadores, Constantino VII, Esteban Lecapeno y Constantino Lecapeno en el reverso

La dinastía de los Lecapenos (en griego: Λεκαπηνός) o Lakapenos (Λακαπηνός), era el nombre de una familia bizantina de origen campesino armenio, que se casó y casi logró usurpar el trono de la dinastía macedónica en la primera mitad del siglo X. 

## Historia
La familia fue fundada por Teofilacto, de apellido Abaktistos o Abastaktos ('el insoportable'), un campesino armenio que como soldado salvó la vida del emperador Basilio I el macedonio en 872 y recibió propiedades como recompensa. El apellido de la familia deriva de la localidad de Lecape; posiblemente estas fincas estarían ubicadas en dicho lugar. El hijo de Teofilacto, Romano, se convirtió en comandante en jefe de la Armada bizantina, y finalmente en 920 en emperador, después de casar a su hija Elena con el legítimo emperador Constantino VII, nieto de Basilio I. Romano mantuvo a tres de sus hijos, Cristóbal, Esteban y Constantino, como coemperadores junto a Constantino VII. Otro hijo, Teofilacto, fue nombrado Patriarca de Constantinopla, y la hija de Cristóbal, Irene, se casó con el zar Pedro I de Bulgaria.
Romano fue depuesto por Esteban y Constantino en diciembre de 944, pero ellos fueron también depuestos prontamente y Constantino VII restaurado como único emperador. Sus descendientes continuaron ocupando altos cargos de palacio en las siguientes décadas, pero el miembro más notable de la familia fue el hijo ilegítimo de Romano, Basilio Lecapeno, quien como parakoimomenos imperial fue el gobernante virtual del imperio hasta la década de 980.
La familia apenas apareció a partir de entonces; solo un cierto Constantino Lecapeno es conocido a través de su sello durante todo el siglo XI, y el último miembro importante fue Jorge Lacapeno, un oficial y escritor del siglo XIV.

## Emperadores
- 919-944: Romano I Lecapeno (Ρωμανός Α' ο Λεκαπηνός), Emperador asociado (870-948), padre político de Constantino VI. Intentó establecer su propia dinastía. Fue obligado a renunciar por sus propios hijos y enviado a un monasterio.[3]
  - 921-931: Cristóbal Lecapeno, asociado (921-931), hijo de Romano I.
  - 924-945: Esteban Lecapeno, asociado (910-946/948), hijo de Romano I.
  - 924-945: Constantino Lecapeno, asociado (912-946/948), hijo de Romano I.
- 959-963: Romano II Porfirogéneta (Ρωμανός Β' ο Πορφυρογέννητος) (939-963), hijo de Constantino VII y Elena Lecapena, nieto de Romano I.
- 970-1025: Basilio II Bulgaróctonos (Βασίλειος Β' ο Βουλγαροκτόνος) (958-1025), hijo de Romano II y conquistador de Bulgaria.
- 970-1028: Constantino VIII Porfirogéneta (Κωνσταντίνος Η') (960-1028)
- 1028-1050: Zoé Porfirogéneta (Ζωή) (978-1050), hija de Constantino VIII.
- 1055-1056: Teodora Porfirogeneta (Θεοδώρα) (980-1056), hija de Constantino VIII.

## Árbol familiar
Árbol familiar de acuerdo con Steven Runciman: (The Emperor Romanus Lecapenus and His Reign: A Study of Tenth-Century Byzantium, Apéndice IV)
|                                 |                                 |                                 |                                 |                                 |                                 |  |  |                                        |                                        |                                        |                                        |                                        |                                        |  |  |                                  |                                  |                                  |                                  | Teofilacto Abaktistos            |                                  |                       |                       |                                      |                                      |                                      |                                      |                                      |                                      |                                      |                                      |                                      |                                      |                                |                                |                                |                                |                       |                       |                       |                       |  |  |                                          |                                          |                                          |                                          |                                          |                                          |             |             |               |               |               |               |                 |                 |                 |                 |                 |                 |             |             |             |             |                                                 |                                                 |                                                 |                                                 |                                                 |                                                 |               |               |
|                                 |                                 |                                 |                                 |                                 |                                 |  |  |                                        |                                        |                                        |                                        |                                        |                                        |  |  |                                  |                                  |                                  |                                  |                                  |                                  |                       |                       |                                      |                                      |                                      |                                      |                                      |                                      |                                      |                                      |                                      |                                      |                                |                                |                                |                                |                       |                       |                       |                       |  |  |                                          |                                          |                                          |                                          |                                          |                                          |             |             |               |               |               |               |                 |                 |                 |                 |                 |                 |             |             |             |             |                                                 |                                                 |                                                 |                                                 |                                                 |                                                 |               |               |
|                                 |                                 |                                 |                                 |                                 |                                 |  |  |                                        |                                        |                                        |                                        |                                        |                                        |  |  |                                  |                                  |                                  |                                  | Romano I (r. 919-944)            | Romano I (r. 919-944)            | Romano I (r. 919-944) | Romano I (r. 919-944) | Romano I (r. 919-944)                | Romano I (r. 919-944)                |                                      |                                      | Teodora                              | Teodora                              | Teodora                              | Teodora                              | Teodora                              | Teodora                              |                                |                                |                                |                                |                       |                       |                       |                       |  |  |                                          |                                          |                                          |                                          |                                          |                                          |             |             |               |               |               |               |                 |                 |                 |                 |                 |                 |             |             |             |             |                                                 |                                                 |                                                 |                                                 |                                                 |                                                 |               |               |
|                                 |                                 |                                 |                                 |                                 |                                 |  |  |                                        |                                        |                                        |                                        |                                        |                                        |  |  |                                  |                                  |                                  |                                  | Romano I (r. 919-944)            | Romano I (r. 919-944)            | Romano I (r. 919-944) | Romano I (r. 919-944) | Romano I (r. 919-944)                | Romano I (r. 919-944)                |                                      |                                      | Teodora                              | Teodora                              | Teodora                              | Teodora                              | Teodora                              | Teodora                              |                                |                                |                                |                                |                       |                       |                       |                       |  |  |                                          |                                          |                                          |                                          |                                          |                                          |             |             |               |               |               |               |                 |                 |                 |                 |                 |                 |             |             |             |             |                                                 |                                                 |                                                 |                                                 |                                                 |                                                 |               |               |
|                                 |                                 |                                 |                                 |                                 |                                 |  |  |                                        |                                        |                                        |                                        |                                        |                                        |  |  |                                  |                                  |                                  |                                  |                                  |                                  |                       |                       |                                      |                                      |                                      |                                      |                                      |                                      |                                      |                                      |                                      |                                      |                                |                                |                                |                                |                       |                       |                       |                       |  |  |                                          |                                          |                                          |                                          |                                          |                                          |             |             |               |               |               |               |                 |                 |                 |                 |                 |                 |             |             |             |             |                                                 |                                                 |                                                 |                                                 |                                                 |                                                 |               |               |
|                                 |                                 |                                 |                                 |                                 |                                 |  |  |                                        |                                        |                                        |                                        |                                        |                                        |  |  |                                  |                                  |                                  |                                  |                                  |                                  |                       |                       |                                      |                                      |                                      |                                      |                                      |                                      |                                      |                                      |                                      |                                      |                                |                                |                                |                                |                       |                       |                       |                       |  |  |                                          |                                          |                                          |                                          |                                          |                                          |             |             |               |               |               |               |                 |                 |                 |                 |                 |                 |             |             |             |             |                                                 |                                                 |                                                 |                                                 |                                                 |                                                 |               |               |
|                                 |                                 |                                 |                                 |                                 |                                 |  |  | Cristóbal Lecapeno coemperador 921-931 | Cristóbal Lecapeno coemperador 921-931 | Cristóbal Lecapeno coemperador 921-931 | Cristóbal Lecapeno coemperador 921-931 | Cristóbal Lecapeno coemperador 921-931 | Cristóbal Lecapeno coemperador 921-931 |  |  | Sofía, hija del patricio Nicetas | Sofía, hija del patricio Nicetas | Sofía, hija del patricio Nicetas | Sofía, hija del patricio Nicetas | Sofía, hija del patricio Nicetas | Sofía, hija del patricio Nicetas |                       |                       |                                      |                                      |                                      |                                      | Esteban Lecapeno coemperador 924-945 | Esteban Lecapeno coemperador 924-945 | Esteban Lecapeno coemperador 924-945 | Esteban Lecapeno coemperador 924-945 | Esteban Lecapeno coemperador 924-945 | Esteban Lecapeno coemperador 924-945 |                                |                                | Ana Gabalaina Augusta          | Ana Gabalaina Augusta          | Ana Gabalaina Augusta | Ana Gabalaina Augusta | Ana Gabalaina Augusta | Ana Gabalaina Augusta |  |  |                                          |                                          |                                          |                                          | N. Lecapena                              | N. Lecapena                              | N. Lecapena | N. Lecapena | N. Lecapena   | N. Lecapena   |               |               | Romano Saronita | Romano Saronita | Romano Saronita | Romano Saronita | Romano Saronita | Romano Saronita |             |             |             |             | Teofilacto Lecapeno Patriarca de Constantinopla | Teofilacto Lecapeno Patriarca de Constantinopla | Teofilacto Lecapeno Patriarca de Constantinopla | Teofilacto Lecapeno Patriarca de Constantinopla | Teofilacto Lecapeno Patriarca de Constantinopla | Teofilacto Lecapeno Patriarca de Constantinopla |               |               |
|                                 |                                 |                                 |                                 |                                 |                                 |  |  | Cristóbal Lecapeno coemperador 921-931 | Cristóbal Lecapeno coemperador 921-931 | Cristóbal Lecapeno coemperador 921-931 | Cristóbal Lecapeno coemperador 921-931 | Cristóbal Lecapeno coemperador 921-931 | Cristóbal Lecapeno coemperador 921-931 |  |  | Sofía, hija del patricio Nicetas | Sofía, hija del patricio Nicetas | Sofía, hija del patricio Nicetas | Sofía, hija del patricio Nicetas | Sofía, hija del patricio Nicetas | Sofía, hija del patricio Nicetas |                       |                       |                                      |                                      |                                      |                                      | Esteban Lecapeno coemperador 924-945 | Esteban Lecapeno coemperador 924-945 | Esteban Lecapeno coemperador 924-945 | Esteban Lecapeno coemperador 924-945 | Esteban Lecapeno coemperador 924-945 | Esteban Lecapeno coemperador 924-945 |                                |                                | Ana Gabalaina Augusta          | Ana Gabalaina Augusta          | Ana Gabalaina Augusta | Ana Gabalaina Augusta | Ana Gabalaina Augusta | Ana Gabalaina Augusta |  |  |                                          |                                          |                                          |                                          | N. Lecapena                              | N. Lecapena                              | N. Lecapena | N. Lecapena | N. Lecapena   | N. Lecapena   |               |               | Romano Saronita | Romano Saronita | Romano Saronita | Romano Saronita | Romano Saronita | Romano Saronita |             |             |             |             | Teofilacto Lecapeno Patriarca de Constantinopla | Teofilacto Lecapeno Patriarca de Constantinopla | Teofilacto Lecapeno Patriarca de Constantinopla | Teofilacto Lecapeno Patriarca de Constantinopla | Teofilacto Lecapeno Patriarca de Constantinopla | Teofilacto Lecapeno Patriarca de Constantinopla |               |               |
|                                 |                                 |                                 |                                 |                                 |                                 |  |  |                                        |                                        |                                        |                                        |                                        |                                        |  |  |                                  |                                  |                                  |                                  |                                  |                                  |                       |                       |                                      |                                      |                                      |                                      |                                      |                                      |                                      |                                      |                                      |                                      |                                |                                |                                |                                |                       |                       |                       |                       |  |  |                                          |                                          |                                          |                                          |                                          |                                          |             |             |               |               |               |               |                 |                 |                 |                 |                 |                 |             |             |             |             |                                                 |                                                 |                                                 |                                                 |                                                 |                                                 |               |               |
| Elena Lecapena Augusta          | Elena Lecapena Augusta          | Elena Lecapena Augusta          | Elena Lecapena Augusta          | Elena Lecapena Augusta          | Elena Lecapena Augusta          |  |  | Constantino VII (r. 913-959)           | Constantino VII (r. 913-959)           | Constantino VII (r. 913-959)           | Constantino VII (r. 913-959)           | Constantino VII (r. 913-959)           | Constantino VII (r. 913-959)           |  |  |                                  |                                  |                                  |                                  | Ágata Lecapena                   | Ágata Lecapena                   | Ágata Lecapena        | Ágata Lecapena        | Ágata Lecapena                       | Ágata Lecapena                       |                                      |                                      | Romano Argiro                        | Romano Argiro                        | Romano Argiro                        | Romano Argiro                        | Romano Argiro                        | Romano Argiro                        |                                |                                | Elena, hija de Adrián          | Elena, hija de Adrián          | Elena, hija de Adrián | Elena, hija de Adrián | Elena, hija de Adrián | Elena, hija de Adrián |  |  | Constantino Lecapeno coemperador 924-945 | Constantino Lecapeno coemperador 924-945 | Constantino Lecapeno coemperador 924-945 | Constantino Lecapeno coemperador 924-945 | Constantino Lecapeno coemperador 924-945 | Constantino Lecapeno coemperador 924-945 |             |             | Teófano Mamas | Teófano Mamas | Teófano Mamas | Teófano Mamas | Teófano Mamas   | Teófano Mamas   |                 |                 | N. Lecapena     | N. Lecapena     | N. Lecapena | N. Lecapena | N. Lecapena | N. Lecapena |                                                 |                                                 | Romano Mosele                                   | Romano Mosele                                   | Romano Mosele                                   | Romano Mosele                                   | Romano Mosele | Romano Mosele |
| Elena Lecapena Augusta          | Elena Lecapena Augusta          | Elena Lecapena Augusta          | Elena Lecapena Augusta          | Elena Lecapena Augusta          | Elena Lecapena Augusta          |  |  | Constantino VII (r. 913-959)           | Constantino VII (r. 913-959)           | Constantino VII (r. 913-959)           | Constantino VII (r. 913-959)           | Constantino VII (r. 913-959)           | Constantino VII (r. 913-959)           |  |  |                                  |                                  |                                  |                                  | Ágata Lecapena                   | Ágata Lecapena                   | Ágata Lecapena        | Ágata Lecapena        | Ágata Lecapena                       | Ágata Lecapena                       |                                      |                                      | Romano Argiro                        | Romano Argiro                        | Romano Argiro                        | Romano Argiro                        | Romano Argiro                        | Romano Argiro                        |                                |                                | Elena, hija de Adrián          | Elena, hija de Adrián          | Elena, hija de Adrián | Elena, hija de Adrián | Elena, hija de Adrián | Elena, hija de Adrián |  |  | Constantino Lecapeno coemperador 924-945 | Constantino Lecapeno coemperador 924-945 | Constantino Lecapeno coemperador 924-945 | Constantino Lecapeno coemperador 924-945 | Constantino Lecapeno coemperador 924-945 | Constantino Lecapeno coemperador 924-945 |             |             | Teófano Mamas | Teófano Mamas | Teófano Mamas | Teófano Mamas | Teófano Mamas   | Teófano Mamas   |                 |                 | N. Lecapena     | N. Lecapena     | N. Lecapena | N. Lecapena | N. Lecapena | N. Lecapena |                                                 |                                                 | Romano Mosele                                   | Romano Mosele                                   | Romano Mosele                                   | Romano Mosele                                   | Romano Mosele | Romano Mosele |
|                                 |                                 |                                 |                                 |                                 |                                 |  |  |                                        |                                        |                                        |                                        |                                        |                                        |  |  |                                  |                                  |                                  |                                  |                                  |                                  |                       |                       |                                      |                                      |                                      |                                      |                                      |                                      |                                      |                                      |                                      |                                      |                                |                                |                                |                                |                       |                       |                       |                       |  |  |                                          |                                          |                                          |                                          |                                          |                                          |             |             |               |               |               |               |                 |                 |                 |                 |                 |                 |             |             |             |             |                                                 |                                                 |                                                 |                                                 |                                                 |                                                 |               |               |
|                                 |                                 |                                 |                                 |                                 |                                 |  |  |                                        |                                        |                                        |                                        |                                        |                                        |  |  |                                  |                                  |                                  |                                  |                                  |                                  |                       |                       |                                      |                                      |                                      |                                      |                                      |                                      |                                      |                                      |                                      |                                      |                                |                                |                                |                                |                       |                       |                       |                       |  |  |                                          |                                          |                                          |                                          |                                          |                                          |             |             |               |               |               |               |                 |                 |                 |                 |                 |                 |             |             |             |             |                                                 |                                                 |                                                 |                                                 |                                                 |                                                 |               |               |
|                                 |                                 |                                 |                                 |                                 |                                 |  |  |                                        |                                        |                                        |                                        |                                        |                                        |  |  |                                  |                                  |                                  |                                  |                                  |                                  |                       |                       |                                      |                                      |                                      |                                      |                                      |                                      |                                      |                                      |                                      |                                      |                                |                                |                                |                                |                       |                       |                       |                       |  |  |                                          |                                          |                                          |                                          |                                          |                                          |             |             |               |               |               |               |                 |                 |                 |                 |                 |                 |             |             |             |             |                                                 |                                                 |                                                 |                                                 |                                                 |                                                 |               |               |
| Pedro I zar de Bulgaria 927-969 | Pedro I zar de Bulgaria 927-969 | Pedro I zar de Bulgaria 927-969 | Pedro I zar de Bulgaria 927-969 | Pedro I zar de Bulgaria 927-969 | Pedro I zar de Bulgaria 927-969 |  |  | Irene Lecapena                         | Irene Lecapena                         | Irene Lecapena                         | Irene Lecapena                         | Irene Lecapena                         | Irene Lecapena                         |  |  | Romano Lecapeno                  | Romano Lecapeno                  | Romano Lecapeno                  | Romano Lecapeno                  | Romano Lecapeno                  | Romano Lecapeno                  |                       |                       | Miguel Lecapeno magistros y rhaiktor | Miguel Lecapeno magistros y rhaiktor | Miguel Lecapeno magistros y rhaiktor | Miguel Lecapeno magistros y rhaiktor | Miguel Lecapeno magistros y rhaiktor | Miguel Lecapeno magistros y rhaiktor |                                      |                                      | Romano Lecapeno, sebastophoros       | Romano Lecapeno, sebastophoros       | Romano Lecapeno, sebastophoros | Romano Lecapeno, sebastophoros | Romano Lecapeno, sebastophoros | Romano Lecapeno, sebastophoros |                       |                       |                       |                       |  |  | Romano Lecapeno, patricio y eparca       | Romano Lecapeno, patricio y eparca       | Romano Lecapeno, patricio y eparca       | Romano Lecapeno, patricio y eparca       | Romano Lecapeno, patricio y eparca       | Romano Lecapeno, patricio y eparca       |             |             |               |               |               |               |                 |                 |                 |                 |                 |                 |             |             |             |             |                                                 |                                                 |                                                 |                                                 |                                                 |                                                 |               |               |
| Pedro I zar de Bulgaria 927-969 | Pedro I zar de Bulgaria 927-969 | Pedro I zar de Bulgaria 927-969 | Pedro I zar de Bulgaria 927-969 | Pedro I zar de Bulgaria 927-969 | Pedro I zar de Bulgaria 927-969 |  |  | Irene Lecapena                         | Irene Lecapena                         | Irene Lecapena                         | Irene Lecapena                         | Irene Lecapena                         | Irene Lecapena                         |  |  | Romano Lecapeno                  | Romano Lecapeno                  | Romano Lecapeno                  | Romano Lecapeno                  | Romano Lecapeno                  | Romano Lecapeno                  |                       |                       | Miguel Lecapeno magistros y rhaiktor | Miguel Lecapeno magistros y rhaiktor | Miguel Lecapeno magistros y rhaiktor | Miguel Lecapeno magistros y rhaiktor | Miguel Lecapeno magistros y rhaiktor | Miguel Lecapeno magistros y rhaiktor |                                      |                                      | Romano Lecapeno, sebastophoros       | Romano Lecapeno, sebastophoros       | Romano Lecapeno, sebastophoros | Romano Lecapeno, sebastophoros | Romano Lecapeno, sebastophoros | Romano Lecapeno, sebastophoros |                       |                       |                       |                       |  |  | Romano Lecapeno, patricio y eparca       | Romano Lecapeno, patricio y eparca       | Romano Lecapeno, patricio y eparca       | Romano Lecapeno, patricio y eparca       | Romano Lecapeno, patricio y eparca       | Romano Lecapeno, patricio y eparca       |             |             |               |               |               |               |                 |                 |                 |                 |                 |                 |             |             |             |             |                                                 |                                                 |                                                 |                                                 |                                                 |                                                 |               |               |